# Dendropodola
Dendropodola is een geslacht van buikharigen uit de familie van de Dactylopodolidae. De wetenschappelijke naam van het geslacht soort werd voor het eerst geldig gepubliceerd in 1993 door Hummon, Todaro en Tongiorgi.

## Soorten
- Dendropodola transitionalis Hummon, Todaro & Tongiorgi, 1993